# Nemoura trispinosa
Nemoura trispinosa är en bäcksländeart som beskrevs av Peter Walter Claassen 1923. Nemoura trispinosa ingår i släktet Nemoura och familjen kryssbäcksländor. Inga underarter finns listade i Catalogue of Life.